# Núcleo lentiforme

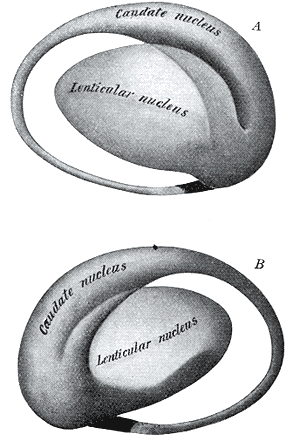
Núcleo lentiforme

O núcleo lenticular ou núcleo lentiforme corresponde ao putâmen e ao globo pálido. É uma grande massa de substância cinzenta, em forma de cone, disposta lateralmente à cápsula interna.